# 罗恩·比哈根
罗纳德·迈克尔·比哈根（英語：Ronald Michael Behagen，1951年1月14日—），美国NBA联盟前职业篮球运动员。他在1973年的NBA选秀中第1轮第7顺位被堪萨奥马哈国王选中。